# Whitehall Street
Whitehall Street, est une rue de New York.

## Situation et accès
Cette voie est située dans le Financial district, entre l'extrémité sud de Broadway et le terminal des ferries, le Staten Island Ferry Whitehall Terminal.
La rue est desservie par la station de métro South Ferry – Whitehall Street.

## Origine du nom
Quand les britanniques ont repris New Amsterdam aux hollandais, ils ont nommé la rue d'après le nom du bâtiment "Whitehall" qui était l'ancien siège du gouvernement à Londres.

## Historique
Fondée vers 1626, elle faisait partie de la colonie de New Amsterdam, établie par la Compagnie néerlandaise des Indes occidentales.
À l’époque de la colonie néerlandaise de New Amsterdam, la rue portait alors différents noms selon ses tronçons : « Markvelt » pour l'une de ses sections, et « Beurs Straat » pour une autre, témoignant de son rôle commercial stratégique au cœur de la ville.
À l'extrémité sud de la rue se trouvait la maison du gouverneur construite par Pieter Stuyvesant. 

## Bâtiments remarquables et lieux de mémoire

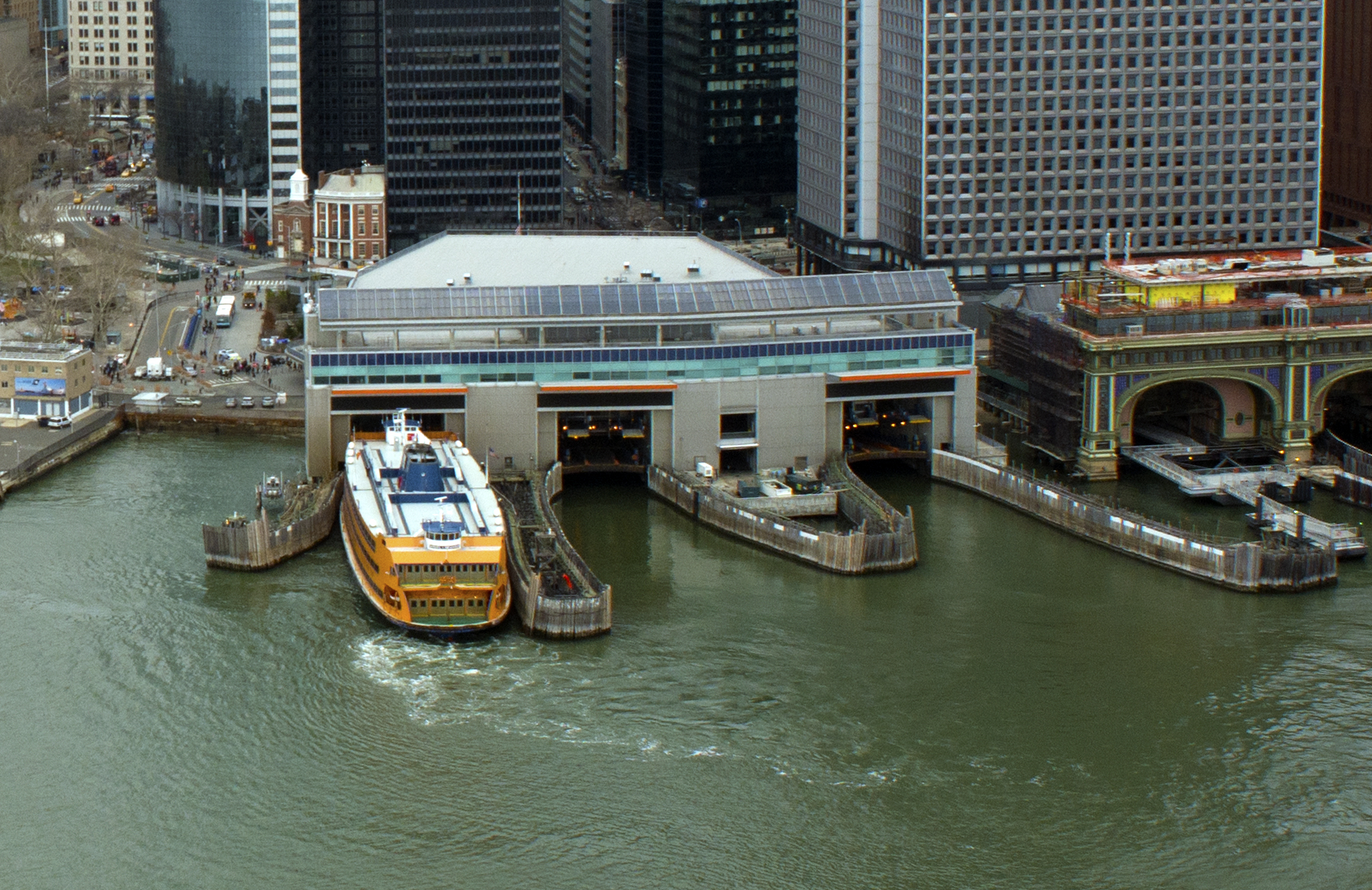
Terminal Whitehall à l'extrémité sud de Whitehall Street.